# Longbow Games
Longbow Games est un développeur de jeux vidéo canadien basé à Toronto. Il a été fondé en 1998 par Seumas McNally.

## Histoire
Longbow Games a été créé en 1998 sous le nom de Longbow Digital Arts par Seumas McNally. En 2000, le jeu de combat de chars de la société, Tread Marks, a remporté le premier prix au Independent Games Festival . Peu de temps après, McNally est décédé d' un lymphome de Hodgkin à l'âge de 21 ans. L'Independent Games Festival a renommé son grand prix en son honneur. Depuis lors, Longbow est dirigé par la famille de McNally, comme le père Jim, le frère Phillipe et la mère Wendy. En 2012, l'entreprise comptait sept employés et un stagiaire, sous-traitant autrement des tâches à des sous-traitants.

## Projets
Hegemony: Philip of Macedon était un projet familier de Jim McNally, qui s'est intéressé à Philip tout en recherchant Alexandre le Grand et en découvrant que c'était en fait son père qui avait développé les types de troupes, les tactiques et l'infrastructure qui ont permis l'invasion d'Alexandre de l'Empire perse. Avec le recul, les premiers jeux d'arcade produits par Longbow n'étaient que de simples tremplins vers les jeux de stratégie en temps réel plus approfondis de la série Hegemony. En 2018, Longbow a sorti le jeu de puzzle-aventure Golem.

## Finances
Un goulot d'étranglement a été le financement, car l'indépendance vis-à-vis des maisons d'édition signifiait être obligée de dépendre de l'autofinancement. De plus, comme Longbow développait le moteur de jeu pour Hegemony à partir de zéro, il était éligible pour recevoir un crédit de recherche et développement du gouvernement. Un fonds d'exportation destiné à envoyer des entreprises canadiennes à l'étranger pour promouvoir leurs jeux a aidé Longbow à visiter des foires commerciales. Avec son titre Hegemony Rome: The Rise of Caesar, Longbow a tenté en 2013/14 un accès anticipé à Steam pour obtenir les commentaires des joueurs. En 2014/15, Longbow a lancé une campagne de financement participatif via Kickstarter pour son prochain titre stratégique, Hegemony III: Clash of the Ancients, mais n'a levé qu'une fraction de son objectif de 30 000 $ CA.

## Jeux
- DX-Ball 2 (et ses successeurs) - un jeu d'arcade sorti en 1998
- Tread Marks - a est un wargame de chars, sorti en 2000.
- Hegemony est une série de jeux de stratégie lancée en 2010.
- Golem est un jeu de plateforme fantastique, sorti en 2018.

## Les références
1. ↑  Torontos Longbow Studios avoiding iOS in favour of hardcore PC games. On the website of Financial Post, visited 4 February 2021 (English)
2. ↑  Great Expectations: Hegemony Interview. On the website of Rock Paper Shotgun, visited 4 February 2021 (English)
3. ↑  Developer Interview: Jim McNally. On the website of Flash of Steel, visited 4 February 2021 (English)
4. ↑  Tarason, « Quiet & stylish point-and-click puzzler Golem is out now », Rock Paper Shotgun, 30 mai 2018 (consulté le 12 avril 2021)
5. ↑  Interview: Longbow Games Talks Indie RTS Hegemony: Philip Of Macedon. On the website of Gamasutra, visited 4 February 2021 (English)
6. ↑  Strategy Informer talks with Rob McConnell about Hegemony Rome: The Rise of Caesar's Early Access on Steam and more. On the website of GameWatcher, visited 4 February 2021 (English)
7. ↑  Longbow Games sets up kickstarter campaign for Hegemony 3: Clash of the Ancients. On the website of GameWatcher, visited 4 February 2021 (English)
8. ↑  Hegemony III: Clash of the Ancients - Funding Unsuccessful. On the website of KickTraq, visited 4 February 2021 (English)